# Portugiesische Fußballnationalmannschaft (U-15-Junioren)
Die portugiesische U15-Junioren-Fußballnationalmannschaft ist die vom portugiesischen Fußballverband Federação Portuguesa de Futebol verwaltete und kontrollierte Fußballnationalmannschaft der U15-Junioren.